# Auberge de jeunesse
Pour les articles homonymes, voir AJ.
 (janvier 2022).
Les auberges de jeunesse (AJ) sont des hébergements touristiques qui mettent à la disposition des voyageurs des lits en dortoir, de 2 à 8 places ou plus selon les auberges, mais aussi des chambres privées ou semi-privées équipées de sanitaires collectifs ou privés.

## Fonctionnement
Les auberges de jeunesse sont des établissements d'hébergement qui offrent avant tout des espaces communs afin de créer des lieux de rencontre, dont la très prisée cuisine des voyageurs pour l’accès à un réfrigérateur et la possibilité de se faire à manger. Ce sont des lieux ouverts, rassembleurs et où le respect des autres et de la planète sont des valeurs mises en avant.
Certaines auberges proposent également des activités et services : loisirs, sports, rencontres de jeunes, repas (dont petits déjeuners), bars, cuisines collectives.
Dans le passé, certaines auberges de jeunesse imposaient une limite d'âge, mais aujourd'hui cette limite a été supprimée dans la plupart des auberges de jeunesse.
Certaines auberges font partie d'un réseau mondial, comme Hostelling International par exemple, ce qui permet de voyager en se logeant à moindre coût. Au Québec, il existe aussi le collectif SAINTLO, un projet d’économie sociale qui regroupe trois auberges situées dans les grands centres (Montréal, Ottawa et Toronto) mais aussi des auberges indépendantes qui se trouvent au Québec et en Ontario, tout le long du fleuve Saint-Laurent. Le réseau PAK-SAK regroupe aussi un grand nombre d'auberges de jeunesse de cette province canadienne et propose des outils utiles et complémentaires tels que des événements et un répertoire de covoiturage.

## Histoire
En 1912, à Altena, dans l'actuelle Rhénanie-Westphalie (Allemagne), l'instituteur Richard Schirrmann crée, au sein du château d'Altena qui venait d'être reconstruit, le premier centre permanent et encore en activité. Les anciennes chambres sont aujourd'hui inutilisées, du fait de l'aménagement de nouvelles infrastructures, mais se trouvant toujours dans l'enceinte du château.
Les principes fondateurs sont : neutralité politique, accueil de toute la jeunesse sans distinction, afin de favoriser l'amitié et la paix, éloge du voyage et de la nature.
Marc Sangnier, cofondateur de la Fédération internationale des auberges de jeunesse (FIAJ) ouvre la première auberge de jeunesse en France, baptisée « l'Épi d'Or », qui est construite en 1929 à Boissy-la-Rivière (Seine-et-Oise). En 1930, il crée une association catholique, la Ligue Française pour les Auberges de Jeunesse (LFAJ), inspirée du mouvement fondé en Allemagne par Richard Schirrmann.
En 1933, sous l’impulsion de Cécile Grunebaum-Ballin et avec le concours de plusieurs grandes formations de gauche laïques : le Syndicat national des instituteurs (SNI), la ligue de l'enseignement, la Confédération générale du travail (CGT), l'Union des villes et des communes de France et la Fédération nationale des municipalités socialistes, se met en place une association concurrente, le Centre laïque des auberges de jeunesse (CLAJ) qui compte 37 000 membres en 1938. Léo Lagrange, sous-secrétaire d'État à la jeunesse du Front populaire en est élu président en 1938 après la fin du gouvernement de Léon Blum.
Apparue en 1956, la Fédération unie des auberges de jeunesse (FUAJ) est membre de la FIAJ et réunit les courants laïque (CLAJ) et chrétien (LFAJ). Ceci permet aux adhérents de la FUAJ comme à ceux de la LFAJ (par le biais d'une convention entre ces deux associations) l'accès aux 175 auberges des deux réseaux français et aux 4 200 auberges à travers le monde.
A la fin des années 2010, la FUAJ a entrepris une action de remise à jour et de modernisation de l'image des AJ. En 2019 elle est confrontée à des difficultés économiques. Elle est depuis lors en  plan de continuation et poursuit son développement en augmentant la fréquentation et après avoir cédé certaines actifs. Les auberges de jeunesse sont aujourd'hui ouvertes à tous sans limite d'âge (il suffit d'être jeune dans sa tête, selon un dernier slogan).
Certains lieux d'hébergements se qualifiant d'auberge de jeunesse alors qu'ils ne sont adhérents ou associés à aucune fédération sont plutôt des hôtels bon marché avec des chambres collectives pour faire baisser les coûts à ne pas confondre avec les créations issues du mouvement des auberges de jeunesse.
En 2022, Atout France créée le classement "auberge collective" qui regroupe, sur une base volontaire, les auberges de jeunesse, hostels ou encore centres internationaux de séjour.

## En Amérique

### Au Canada

#### Au Québec
Elles sont classifiées sur une échelle de 0 à 5 étoiles.
Cette catégorie comprend les établissements qui offrent de l'hébergement dans des chambres ou des dortoirs et qui comportent des services de restauration ou les équipements nécessaires à la préparation de repas et des services de surveillance à temps plein.

### Aux États-Unis

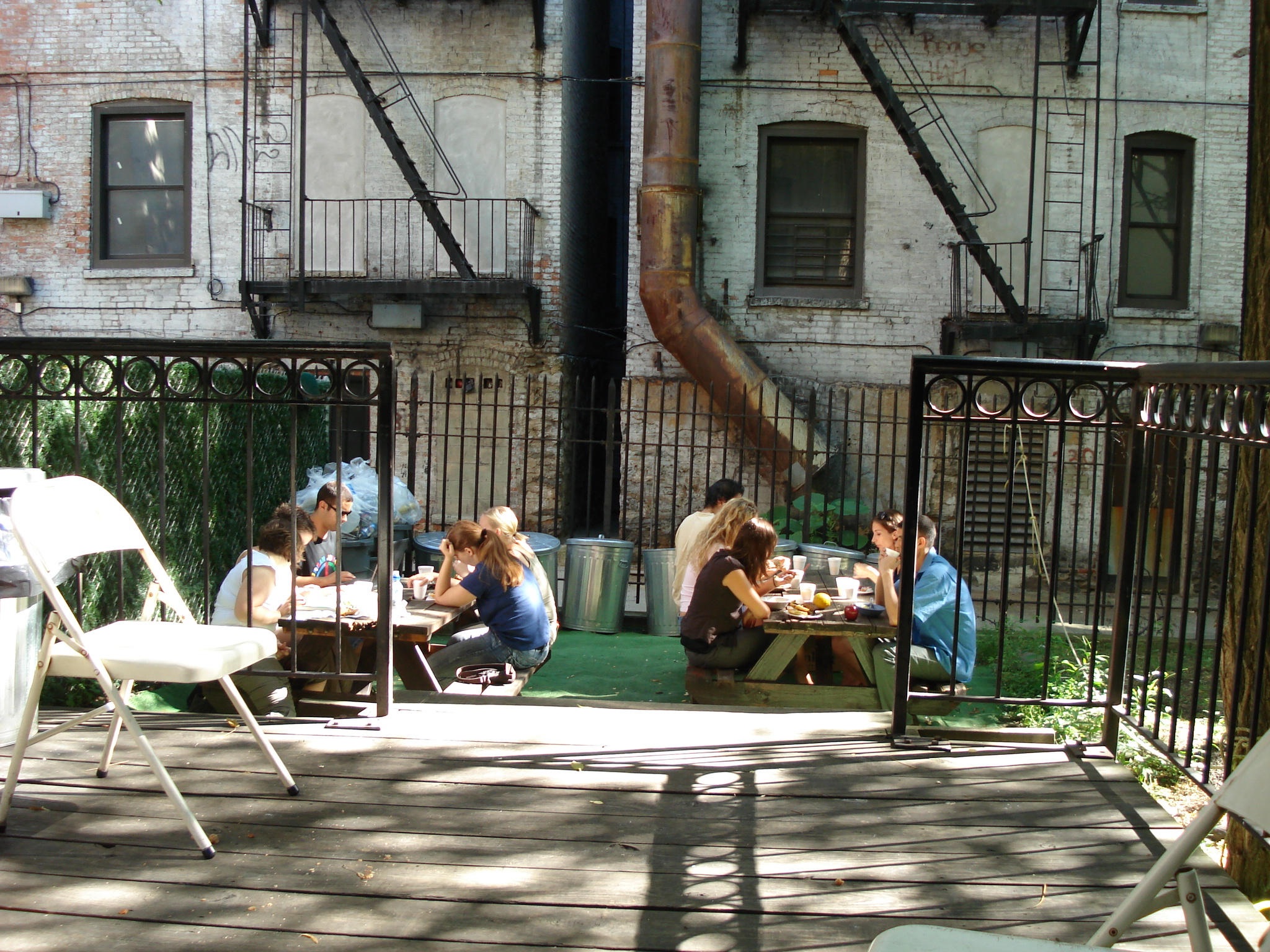
Petit-déjeuner dans une auberge de jeunesse à Harlem, New York.

Les auberges de jeunesse y sont en général bien situées dans les villes.

## En Europe

### En Allemagne
En Bavière, on n'accepte les voyageurs que jusqu'à l'âge de 27 ans. Une alternative est la formule chambres chez l'habitant.

### En France
La France comporte deux principaux réseaux d'auberge de jeunesse :
- la Fédération unie des auberges de jeunesse (FUAJ), fédération référencée par la Fédération internationale des auberges de jeunesse ;
- la Ligue française pour les auberges de jeunesse (LFAJ).

On dénombre aussi un certain nombre d'hébergements non affiliées qui usurpent la dénomination d'auberge de jeunesse.
Les hôtes sont placés sous l'autorité « ferme et bienveillante » d'un « aubergiste » chargé de tenir l'auberge. Des espaces conviviaux sont prévus pour favoriser les rencontres entre voyageurs : la cuisine, où les repas sont parfois préparés par les voyageurs eux-mêmes ; les salles communes, avec jeux et bibliothèques, permettent aux voyageurs d'échanger leurs bons plans et de préparer la suite de leur voyage.

### En Belgique
La Belgique compte deux fédérations d'auberges de jeunesse différentes, réparties selon les communautés linguistiques où elles se trouvent.
- les auberges de jeunesses de Belgique francophone (9 en Wallonie et 2 à Bruxelles)
- la Vlaamse Jeugdherbergen (16 auberges en Flandres, une à Bruxelles et une en communauté germanophone)

Bruxelles étant bilingue, la ville compte trois auberges dépendant de deux associations sans but lucratif différentes. À ces réseaux officiels reconnus par l’International Youth Hostel Federation (aujourd'hui Hostelling International), s'ajoutent de nombreux établissements non membres mais s'attribuant le titre d'auberge de jeunesse.

### Au Luxembourg
Le pays compte un total de neuf auberges de toutes capacités et idéalement réparties dans le duché pour les randonneurs car distantes de seulement quelques kilomètres les unes des autres.

## En Océanie

### En Nouvelle-Zélande
La Nouvelle-Zélande compte un grand nombre d'auberges de jeunesse (appelée « backpacker ») par rapport à sa population. Les trois principaux réseaux d'auberges de jeunesse du pays sont le réseau BBH (plus de 280 auberges, réseau d'auberges indépendantes), le réseau YHA (49 auberges) et le réseau Base (10 auberges).

## Avantages et inconvénients

### Avantages
- Ambiance conviviale et joyeuse : certaines auberges organisent des soirées afin que les différents voyageurs se rencontrent.
- On est porté / influencé par les autres : on se lie d’amitié avec les autres personnes présentes dans l’auberge et elles proposent bien souvent des sorties avec elles, qu’on accepte afin de se sociabiliser et découvrir d’autres personnes.
- On rencontre du monde : dans certaines auberges des activités de groupes sont organisées (ex. : visites, sport…) ce qui permet aux voyageurs solo ou à ceux qui veulent rencontrer du monde de nouer facilement contact.
- Accès à des services et des recommandations : certaines auberges proposent des salles de lavage, des cuisines en libre-service ; le petit déjeuner est parfois inclus dans le prix du logement.
- Le nombre d’activités auxquelles il est possible de participer gratuitement ou à faible coût : des cours de yoga, accès aux piscines privées des auberges, des repas collectifs, des tournées des bars, des tours de ville à pied.
- Les prestations qui permettent une logistique pratique pour les voyageurs : baby foot ou billard, machine à laver, location de vélo, location de coffre-fort, bibliothèque, internet en Wi-Fi (gratuit).
- Le personnel anglophone : par exemple en Chine, très peu de personnes parlent anglais, dans les auberges de jeunesse.
- L’emplacement des auberges de jeunesse, qui sont en général placées dans des bâtiments historiques et donc elles sont bien situées en centre-ville.
- L’auberge est une solution économique car l’avantage est que l’on peut se loger à moindre coût et toute l’année ce qui permet d’amortir les frais des voyages.

### Inconvénients
- Promiscuité : le choix des chambres étant choisi ou imposé, on ne choisit pas ses voisins. Même si la plupart du temps cela se passe bien, on peut tomber sur des gens difficiles.
- Bruit : certaines auberges n’ayant pas de couvre-feu, on y peut rentrer à toute heure de la nuit, et pas forcément silencieusement.
- Propreté : certaines auberges de jeunesse ne sont pas parfois des modèles de propreté (que ce soit la chambre ou les toilettes).
- Manque de respect : de la part des voisins qui parlent trop fort, étalent leurs affaires partout.
- Manque de prises électriques : les auberges ne sont pas toujours assez équipées en prises électriques.
- Manque de choix : elles sont parfois situées hors des zones touristiques, cela peut parfois être dérangeant si on veut visiter.
- Lenteur d’internet : il y a parfois une connexion Wi-Fi mais beaucoup se connectent sur le réseau, il est souvent très lent.
- Intimité : en auberge de jeunesse, on réside souvent en dortoir.

Dans ce cas, on a donc peu d’intimité. De plus, il est parfois compliqué de ranger ses affaires.